# Nyctiphruretus
Nyctiphruretus (strażnik nocy) – rodzaj wymarłego gada, dalekiego krewnego żółwi. Żył on 250 milionów lat temu i wyglądem przypominał bardziej dzisiejsze jaszczurki.
Tysiące skamieniałych osobników gatunku Nyctiphruretus acudens odnaleziono w dobrym stanie w okolicy rzeki Mezen we wschodniej Europie. Reprezentowały wszystkie etapy rozwoju. Ich uzębienie świadczy o roślinożerności. Sądzi się, że Nyctiphruretus spożywał rośliny wodne. Dorosłe mierzyły 36 cm, z czego 4 zabierała czaszka.
Rodzaj obejmuje 2 gatunki.